# Ben 10 - La sfida
Ben 10 - La sfida (Ben 10 - El desafío) è un gioco a premi televisivo per bambini derivato dalla serie di Ben 10. Prodotto in Spagna con la conduzione dell'attrice Michelle Carpente, in Italia andava in onda tutti i lunedì alle 20:00 all'interno del contenitore Super Duper Hero e in replica tutti i sabati e le domeniche su Boing. È lo spin-off di Ben 10: Ultimate Challenge.

## Format
Due squadre di tre concorrenti composte da genitori e figli si affrontano a colpi di domande per il possesso degli alieni presenti nell'Omnitrix del piccolo Ben Tennyson. Vince chi supera le Omnichallenges per aiutare i mostri e sconfiggere vari cattivi della serie. Il vincitore accede alla fase finale dell'Omnisfera dove, dopo aver puntato cinque alieni presenti nell'Omni-slot machine, cercherà di sconfiggere Vilgax, salvando i cinque alieni intrappolati e vincendo i premi i premi in palio.

## Giochi
- Omniquiz - Primo round da un punto che consiste in domande incentrate sulla serie, che permettono di collezionare i dieci alieni dell'Omnitrix di Ben Tennyson.
- Omnichallenge - Secondo round da due punti che consiste nell'aiutare un mostro e abbattere un cattivo della serie. Vince chi raccoglie più punti.
- Omniduello - Terzo ed ultimo round da tre punti in cui due giocatori di diverse squadre, nei panni di alcuni alieni dell'Omnitrix di Ben, si sfidano ad una gara di percorsi misteriosi per sconfiggere lo Stregone. La squadra vincitrice accede alla sfida finale, mentre chi perde porta a casa alcuni premi di consolazione.
- Golden Omnitrix - In caso di pareggio, le due squadre ascoltano la conduttrice che legge la frase presente in una pergamena del Golden Omnitrix che permette di stabilire la squadra vincitrice.
- Omnisfera - Sfida finale in cui la squadra campione dovrà sollevare la leva dell'Omni-slot machine e cercare di salvare i cinque alieni intrappolati nella sfera di Vilgax. Se la squadra riesce a vincere, si aggiudica i premi e l'Omni-trofeo.